# Brían F. O'Byrne
Pour les articles homonymes, voir O'Byrne.
Brían Flynn O'Byrne (né en 1967) est un acteur irlandais exerçant principalement aux États-Unis.
Brían O'Byrne commença à jouer dans les pièces de Martin McDonagh The Beauty Queen of Leenane et The Lonesome West. Il est connu pour ses rôles dramatiques, comme celui de tueur en série dans la pièce Frozen, pour laquelle il gagna un Tony Award) et pour son rôle de prêtre ayant agressé des enfants dans Doubt. O'Byrne a également interprété un rôle de prêtre dans le film Million Dollar Baby.
En mai 2007, O'Byrne est nommé pour les Tony Award pour sa performance en tant qu'Alexander Herzen dans la trilogie de Tom Stoppard The Coast of Utopia.

## Filmographie

### Télévision

#### Téléfilms
- 2004 : The Blackwater Lightship (en) de John Erman : Larry
- 2014 : Exposed : Quigg

#### Séries télévisées
- 1976 : Joe Forrester (saison 1, épisode 14 : An Act of Violence) :
- 1986 : Valérie : Father Rooney (1 épisode)
- 1998 : Amongst Women (mini-série, saison 1, épisodes 1 à 4) : Luke
- 2001 : Oz : Padraig Connolly
  - (saison 4, Episode 14 : Orphée aux enfers)
  - (saison 4, Episode 15 : Égalisation)
  - (saison 4, Episode 16 : Dernières paroles)
- 2005 : New York, unité spéciale (saison 6, épisode 16 : La Menace du fantôme) : Liam Connors
- 2007 - 2008 : Brotherhood (18 épisodes) : Colin Carr
- 2007 : American Experience (The American Experience) (documentaire) : Alexander Hamilton
- 2009 - 2010 : Flashforward  (22 épisodes) : Aaron Stark
- 2010 : Médium (saison 7, épisode 9 : Présence indésirable) : Clark Kerwin
- 2011 : Mildred Pierce (mini-série) : Bert Pierce
- 2011 - 2012 : Prime Suspect (13 épisodes) : Detective Reg Duffy
- 2013 : Love/Hate (saison 4) : D.I. Mick Moynihan
- 2015 : The Last Ship (saison 2) : Sean Ramsey
- 2015 : The Bastard Executioner : Baron Ventris
- 2015 : Aquarius : Ken Karn
- 2015 : The Magicians : Professeur Mayakovski
- 2017 : Manhunt: Unabomber (mini-série) : Frank McAlpine
- 2020 : Lincoln : A la Poursuite du Bone Collector (saison 1, 10 épisodes) : Peter Taylor, le Bone Collector.

### Cinéma

#### Courts métrages
- 1994 : Avenue X : Sonny
- 1997 : Electricity : Graham Crouch
- 2005 : In an Instant : The Man

#### Longs métrages
- 1997 : The Fifth Province de Frank Stapleton : Timmy
- 1997 : The Last Bus Home de Johnny Gogan : Jessop
- 2000 : An Everlasting Piece de Barry Levinson : George
- 2001 : The Mapmaker : Richie Markey
- 2001 : Bandits de Barry Levinson : Darill Miller
- 2001 : Disco Pigs de Kirsten Sheridan : Gerry
- 2001 : The Grey Zone de Tim Blake Nelson : Gestapo Interrogator, SS-Untersturmfuhrer
- 2003 : Easy de Jane Weinstock : Mick McCabe
- 2003 : Intermission de John Crowley : Mick
- 2004 : Million Dollar Baby de Clint Eastwood : Père Horvak
- 2005 : Le Nouveau Monde (The New World) de Terrence Malick : Lewes
- 2007 : 7 h 58 ce samedi-là (Before the Devil Knows You're Dead) de Sidney Lumet : Bobby
- 2007 : Bug de William Friedkin : Dr. Sweet
- 2007 : Le Goût de la vie (No Reservations) de Scott Hicks : Sean
- 2009 : L'Enquête (The International) de Tom Tykwer : Le Consultant
- 2010 : L'Élite de Brooklyn (Brooklyn's Finest) d'Antoine Fuqua : Ronny Rosario
- 2011 : Le Dernier des Templiers de Dominic Sena : Grandmaster (non-crédit&)
- 2013 : Medeas d'Andrea Pallaoro : Ennis
- 2014 : Queen and Country de John Boorman : le sergent-major Digby
- 2014 : Jimmy's Hall de Ken Loach : Ennis
- 2020 : Mon année à New York (My Salinger Year) de Philippe Falardeau : Hugh
- 2022 : The Wonder de Sebastián Lelio : John Flynn
- 2024 : Conclave d'Edward Berger : monseigneur Raymond O'Malley